# Calvin Hollywood

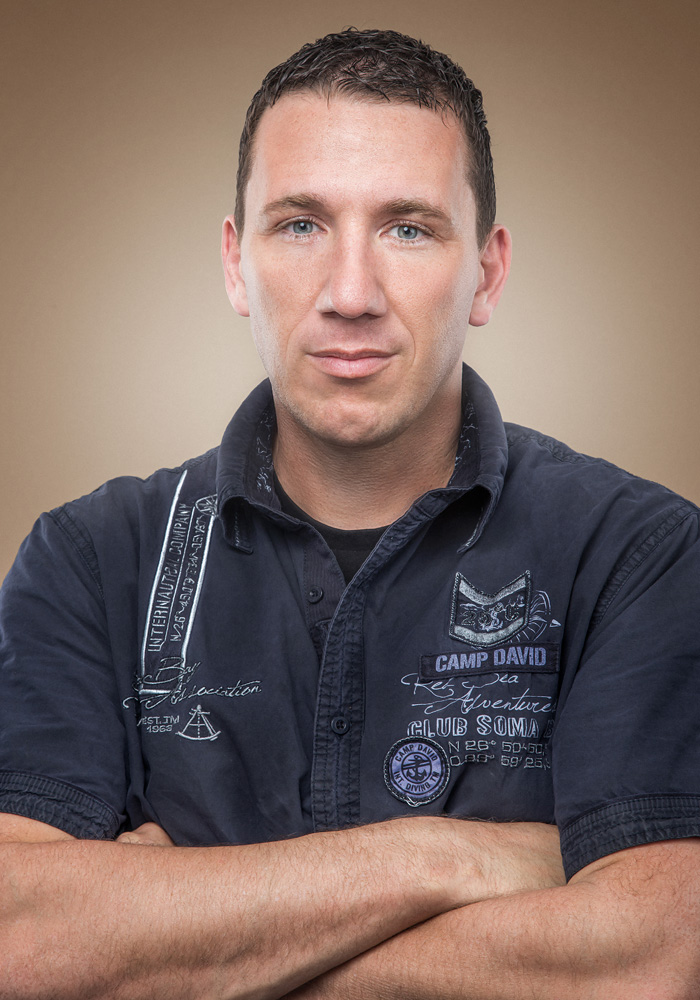
Calvin Hollywood, 2013

Calvin Hollywood (Künstlername; * 7. August 1976 in Schwetzingen bei Heidelberg) ist ein ehemaliger deutscher Fotograf, Digitalkünstler, YouTuber, Blogger und Fachbuchautor. Heute bezeichnet er sich als Unternehmer und Content Creator und ist als Coach für Marketing und soziale Medien tätig.

## Persönliches
Hollywood begann seinen beruflichen Werdegang mit einer Ausbildung zum Bürokaufmann. Bei der Bundeswehr wurde er zum Lehrfeldwebel ausgebildet. Er ist verheiratet und hat zwei Kinder.
Hollywood nennt seinen bürgerlichen Namen nicht in der Öffentlichkeit.

## Werk
Als Quereinsteiger fing Hollywood 2005 an, sich professionell mit der Fotografie und Bildbearbeitung auseinanderzusetzen. Hauptsächlich veröffentlichte er Porträtfotos.
Seit 2006 veranstaltet und leitet er Trainings für Agenturen sowie für Semi- und Profifotografen.
2007 startete Hollywood einen YouTube-Kanal, zunächst mit Showcases, Tutorials und Vlogs.
Im Mai 2008 gründete er das mittlerweile eingestellte Forum zum Bildbearbeitungsprogramm Photoshop Photoshopnonstop, später Creative Nonstop, und schrieb für diverse Fachzeitschriften Artikel sowie Anleitungen.  2010 eröffnete er das Atelier Weisches Lischt. Das Treffen TION2010 für Foto-, Bildbearbeitungs- und Photoshop-Begeisterte wurde ebenfalls von Hollywood ins Leben gerufen. Des Weiteren war Hollywood Referent auf der Photoshop World in Las Vegas sowie auf der Photokina 2010, 2012, 2014 und 2016.
Er veranstaltete Seminare, Trainings und Anleitungen zum Thema Bildbearbeitung mit Photoshop, Fotografie und zum Thema Online-Business.

## Auszeichnungen
- Dezember 2006: Zweiter Platz DOCMA Award 2006
- Februar 2007: Zweiter Platz Panthermedia Foto-Wettbewerb
- Februar 2008: Finalist Sony World Photography Awards 2008
- Mai 2008: Goldmedaille Trierenberg Super Circuit 2008 – Special Themes: „Goldmedals of Excellence“[12]
- März 2009: Winner of the Photoshop World Guru Award 2009 Boston/USA
- Mai 2009: Goldmedaille Trierenberg Super Circuit 2009 – Special Themes: „Goldmedals of Excellence“[13]
- Mai 2011: 2 × Goldmedaille Trierenberg Super Circuit 2011

## Publikationen

### Print
- September 2006: Booklet The Fine Artists
- Juni 2008: Beitrag „Kontrastdetails“ im Magazin DOCMA[14]
- August 2008: Kurztutorial zur Porträtfotografie in der Netzwelt von Spiegel Online[15]
- Februar 2009: Titelseite und zweiseitige Reportage über digitale Porträtretusche im Magazin DOCMA[16]
- Februar 2010: Tipp-Sammlung auf 10 Seiten zum Thema digitale Porträtretusche in der Zeitschrift DOCMA[17]
- April 2010: Veröffentlichung Bildband CALVINIZE: Wer die pure Fotografie sucht, ist hier falsch. Addison-Wesley, ISBN 978-3-8273-2972-1
- Mai 2011: Veröffentlichung Bildband CALVINIZE – CALVINIZE: Signature Techniques of Photoshop Artist Calvin Hollywood. ISBN 978-0-321-77279-4.

### Video (DVD)
- 2008: Photoshop-Powerworkshops Volume 1-3, video2brain, Addison-Wesley
- 2009: Photoshop Secrets – Videotraining, video2brain, Addison-Wesley, in Zusammenarbeit mit Olaf Giermann
- 2010: Photoshop Secrets 2 – Videotraining, video2brain, Addison-Wesley, in Zusammenarbeit mit Olaf Giermann
- 2010: Calvinize I-III Videotraining, video2brain, Addison-Wesley
- 2010: Photographer, Eigenproduktion von Calvin Hollywood
- 2011: Calvinize IV, Eigenproduktion von Calvin Hollywood
- 2012: Porträt- und Beautyretusche, video2brain
- 2013: Calvinize 5, Eigenproduktion von Calvin Hollywood
- 2013: Photoshop ist einfach!, video2brain